# Eusthenia spectabilis
Eusthenia spectabilis is een steenvlieg uit de familie Eustheniidae. De wetenschappelijke naam van de soort is voor het eerst geldig gepubliceerd in 1832 door Westwood.